# Шенде
Шенде (перс. شنده‎) — село на севере Ирана, в остане Альборз. Входит в состав шахрестана Саводжболаг. Является частью дехестана (сельского округа) Чендар бахша Чендар.

## География
Село находится в центральной части Альборза, в предгорьях южного Эльбурса, на расстоянии приблизительно 14 километров к северо-западу от Кереджа, административного центра провинции. Абсолютная высота — 1532 метра над уровнем моря.

## Население
По данным переписи 2006 года население села составляло 970 человек (512 мужчин и 458 женщин). В Шенде насчитывалось 280 семей. Уровень грамотности населения составлял 68,76 %. Уровень грамотности среди мужчин составлял 71,68 %, среди женщин — 65,5 %.